# إينا (بارجة فرنسية)
كانت إينا (بالفرنسية: Iéna)‏ سفينة حربية من فئة "ما قبل المدرعات" بُنيت لصالح البحرية الفرنسية. اكتمل بناء السفينة في عام 1902م، وتم تعيينها في سرب البحر الأبيض المتوسط الفرنسي وبقيت هناك طوال مسيرتها المهنية، وكثيراً ما كانت تعمل كسفينة قيادة للاسطول. شاركت في مناورات الأسطول السنوي وقامت بزيارات عديدة للموانئ الفرنسية في البحر المتوسط. في عام 1907 أثناء رسو السفن للإصلاحات توفي 120 شخصًا وتعرضت إينا لأضرار بالغة بسبب انفجار إحدى مخازن الذخائر التي كانت تسمى «المجلات»، الانفجار كان ربما يكون ناتجًا عن تحلل وقود Poudre B القديم. بدأت التحقيقات بعد ذلك وأجبرت الفضيحة التي تلت ذلك وزير البحرية على الاستقالة. وعلى الرغم أنه كان من الممكن إصلاحها لم يكن يعتقد أن السفينة تستحق الوقت أو النفقات فتم استخدام الهيكل الذي تم إنقاذه كهدف مدفعي في عام 1909 قبل بيعها للخردة في عام 1912.

## التصميم والوصف
في 11 فبراير 1897 وزير البحري أرماند بيسنارد، وبعد التشاور مع المجلس الأعلى للبحرية، طلب تصميمًا لبارجة من موسعة من بإزاحة قصوى تبلغ 12,000 طن متري (11,810 طن كبير)، ومواصفات أخرى وهي مخطط دروع قادر على الحفاظ على الاستقرار والطفو بعد عدة عمليات اختراق للبدن، وتسليح مثل تلك البوارج الأجنبية، ويمكن لها أن تسير بسرعة 18 عقدة (33 كم/س؛ 21 ميل/س) ومدى لا يقل عن 4,500 ميل بحري (8,300 كـم؛ 5,200 ميل). مدير البناء البحري Jules Thibaudier، قد أعد بالفعل تصميمًا أوليًا باستخدام درع محسّن، ولكن تم تعديله لزيادة ارتفاع درع الحزام فوق خط الماء واستبدال 138.6 مليمتر من بنادق شارلمان ببنادق أخرى من نوع 164.7 مليمتر (6.5 بوصة) . ثم قدم تصميمه المنقح في 9 فبراير وتمت الموافقة عليه من قبل مجلس البناء في 4 مارس مع تعديلات طفيفة.
يبلغ طول إينا الإجمالي 122.31 متر (401 قدم 3 بوصة)، شعاع 20.81 متر (68 قدم 3 بوصة) 

## البناء والوظيفة

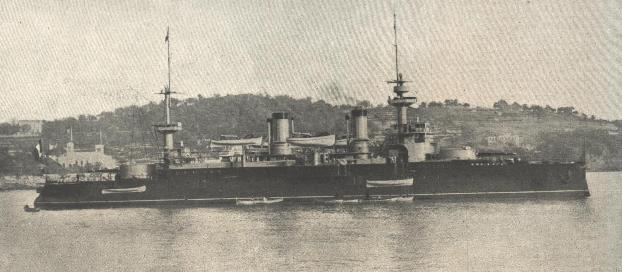
إينا في مارس 1907

### خسائر

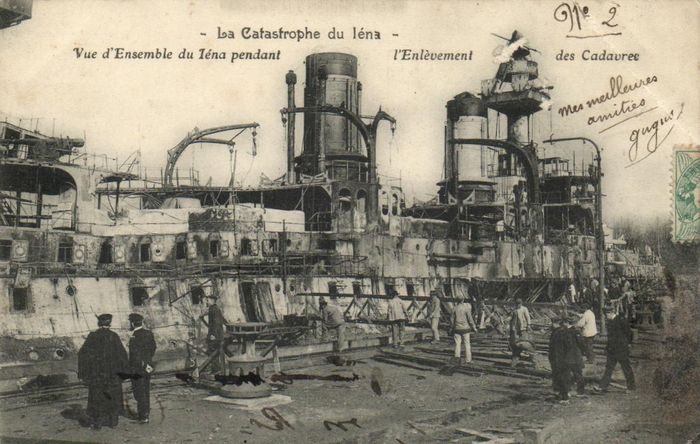
بطاقة بريدية تظهر الجزء الأوسط من السفينة إينا ، مع طلاء محترق ومتفحم بارز

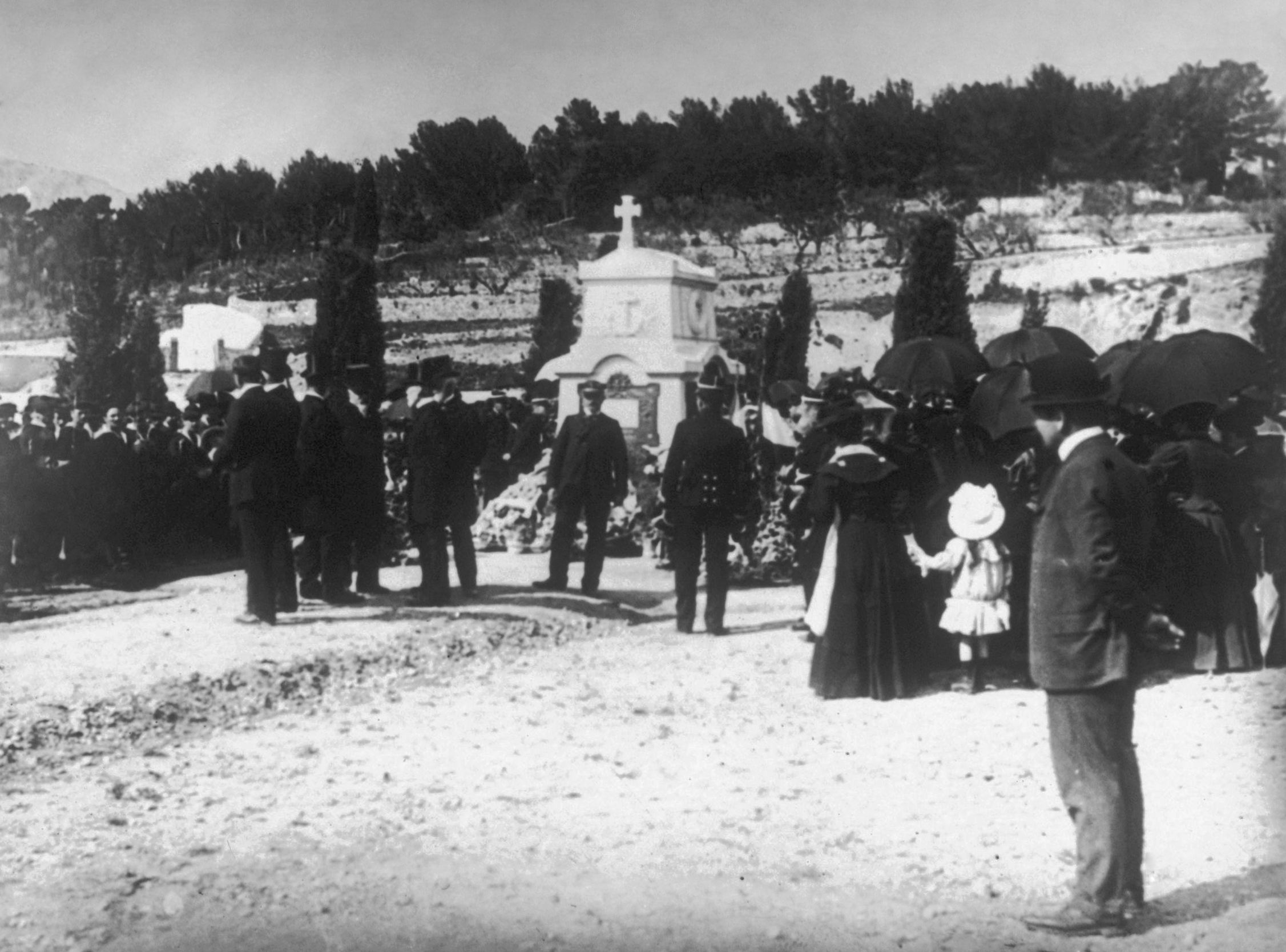
تدشين النصب التذكاري لضحايا الانفجار 1908

## روابط خارجية
- معرض صور إينا